# Aphyoditeinae
Aphyoditeinae es una subfamilia de pequeños peces de agua dulce de la familia Characidae. Se encuentra subdividida en 8 géneros. Algunas de sus especies son denominadas comúnmente con el nombre de mojaritas. Habitan en lagunas, arroyos, y ríos en regiones templado-cálidas y cálidas de América del Sur. Su tamaño es frecuentemente diminuto, siendo el largo total de la menor especie (Oxybrycon parvulus) de tan solo 1.6 cm, mientras que la mayor (Parecbasis cyclolepis) alcanza los 8 cm.

## Taxonomía
Esta subfamilia fue descrita originalmente en el año 1972 por el ictiólogo francés Jacques Géry. 
Géneros
Esta subfamilia se subdivide en 8 géneros con 20 especies:
- Aphyocharacidium Géry, 1960
- Aphyodite Eigenmann, 1912
- Axelrodia Géry, 1965
- Leptobrycon Eigenmann, 1915
- Microschemobrycon Eigenmann, 1915
- Oxybrycon Géry, 1964
- Parecbasis Eigenmann, 1914
- Tyttobrycon Géry, 1973